# Jacques Guillot
Jacques Guillot (* 15. Mai 1945) ist ein ehemaliger französischer Autorennfahrer.

## Karriere
Jacques Guillot war in den 1980er-Jahren zweimal beim 24-Stunden-Rennen von Le Mans am Start. 1983 fuhr er einen Porsche 930 der Brüder Alméras, die auch seine Fahrerkollegen waren. Er beendete das Rennen an der 15. Stelle der Gesamtwertung. 1987 fiel der von Noël del Bello gemeldete Sauber C8 schon früh wegen eines technischen Defekts aus.
Eine weitere Platzierung bei einem Sportwagenrennen erreichte er 1983, als er Gesamtdreizehnter beim 1000-km-Rennen von Monza wurde.
1982 gewann er die Europa-Bergmeisterschaft in der Klasse der Produktionsrennwagen.

## Statistik

### Le-Mans-Ergebnisse
| Jahr | Team                  | Fahrzeug    | Teamkollege           | Teamkollege      | Platzierung | Ausfallgrund                   |
| ---- | --------------------- | ----------- | --------------------- | ---------------- | ----------- | ------------------------------ |
| 1983 | Equipe Alméras Frères | Porsche 930 | Jean-Marie Alméras    | Jacques Alméras  | Rang 15     |                                |
| 1987 | Noël del Bello        | Sauber C8   | Pierre-Alain Lombardi | Gilles Lempereur | Ausfall     | Tellerrad- und Zylinderschaden |